# Erythrogonia eburata
Erythrogonia eburata är en insektsart som beskrevs av Melichar 1926. Erythrogonia eburata ingår i släktet Erythrogonia och familjen dvärgstritar. Inga underarter finns listade i Catalogue of Life.